# 古皮勒奥通
古皮勒奥通（法語：Goupil-Othon，法語發音：[ɡupil ɔtɔ̃]）是法国厄尔省的一个市镇，属于贝尔奈区。该市镇于2018年由原市镇古皮耶尔和勒蒂约勒奥通合并而成，行政中心位于古皮耶尔。

## 地理
古皮勒奥通（49°7'38"N, 0°45'31"E）面积14.8 平方千米，位于法国诺曼底大区厄尔省，该省份为法国北部内陆省份，北起滨海塞纳省，西接奧恩省和卡爾瓦多斯省，南至厄尔-卢瓦省，东临瓦兹省、瓦兹河谷省和伊夫林省。
与古皮勒奥通接壤的市镇（或旧市镇、城区）包括：里勒河畔纳桑德尔、蒂布维尔、布赖、博蒙泰勒、洛奈。
古皮勒奥通的时区为UTC+01:00、UTC+02:00（夏令时）。

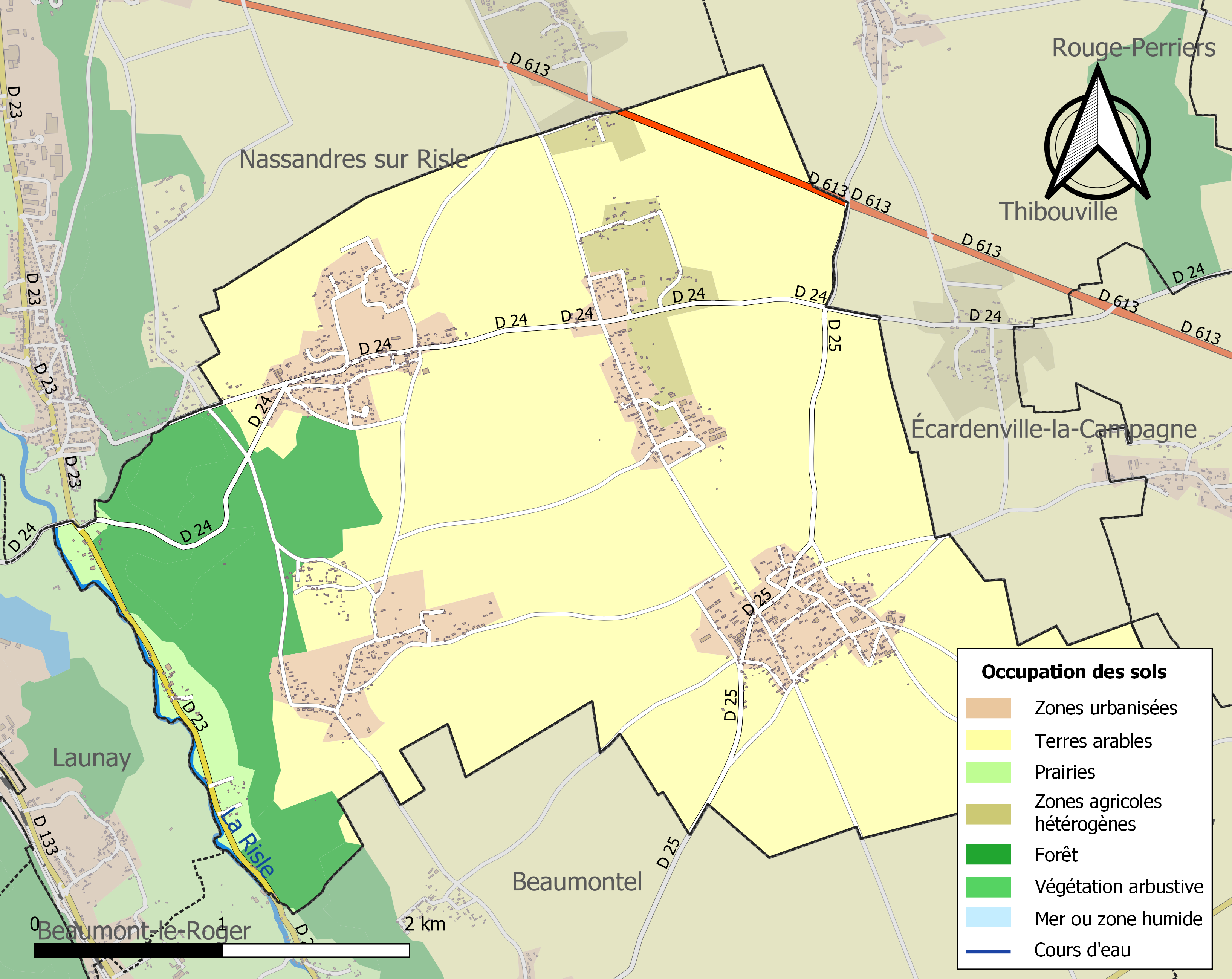
古皮勒奥通的OSM定位图

## 行政
古皮勒奥通的邮政编码为27170，INSEE市镇编码为27290。

## 政治
古皮勒奥通所属的省级选区为布里奥讷县。

## 人口
古皮勒奥通于2022年1月1日时的人口数量为1254人。